# Singer 11 Airstream
El Singer 11 Airstream (también conocido como Singer Eleven Airstream, o simplemente como Singer Airstream) es un automóvil de gama media que Singer Motors construyó entre 1934 y 1936 como complemento del Singer 11, que también se fabricó a partir de 1934.

## Características
El coche tenía un motor de cuatro cilindros en línea con 1584 cm³ de desplazamiento (diámetro × carrera = 68 mm × 105 mm), con un diámetro alrededor de 1,5 mm más grande que el del motor del Singer 11.
El sedán de cuatro puertas tenía una carrocería aerodinámica similar a la del Chrysler Airflow, un modelo estadounidense contemporáneo. Su distancia entre ejes era 127 mm más corta que la del 11 convencional, y la vía era 51 mm más estrecha. En contraste con el modelo convencional, el Airstream tenía suspensión independiente en el eje delantero y suspensión trasera con ballestas longitudinales semielípticas conectadas rígidamente.
En 1936, la versión aerodinámica del Modelo 11 dejó de fabricarse sin un sucesor.